# Cimetière de Saint-Pierre (La Réunion)
Le cimetière de Saint-Pierre est un cimetière de l'île de La Réunion, département et région d'outre-mer français dans le sud-ouest de l'océan Indien. Il est situé dans le centre-ville de la commune de Saint-Pierre le long du boulevard Hubert-Delisle. Il abrite notamment la tombe de Sitarane. Le chanteur kabyle Cheikh El Hasnaoui y est également enterré.

## Annexe